# 西寺

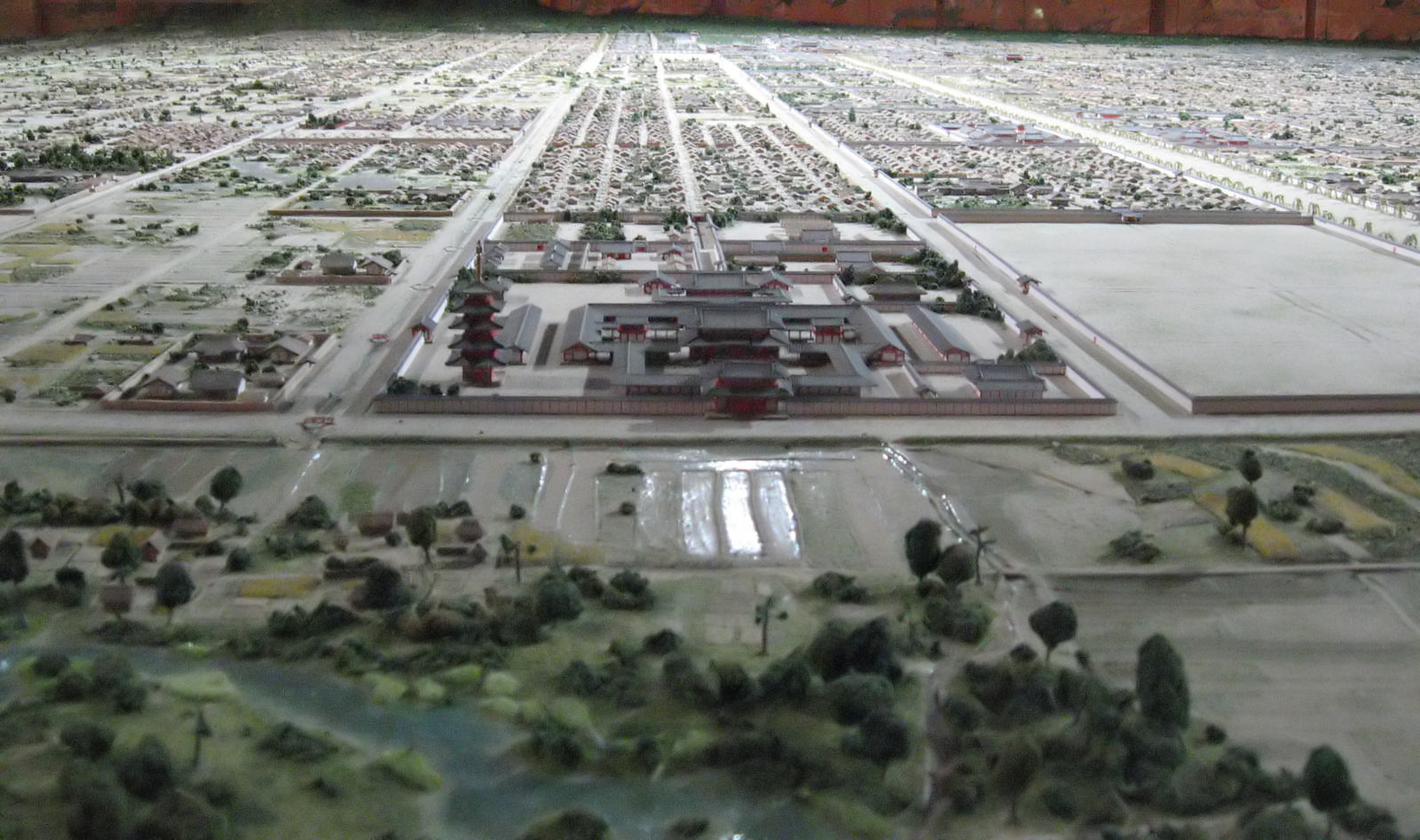
平安京復元模型的西寺（平安京創生館）

西寺（日语：／ saiji）是平安時代創建、位於現在的京都市南區的佛寺。是和東寺成對的官寺。

## 概要
東西寺何時開始建造已不可考，『類聚國史』797年（延曆16年）4月4日條記載笠江人為造西寺次官是記錄上初見。西寺和東寺同様是舉行天皇的國忌的官寺。
西元823年（弘仁14年），嵯峨天皇東寺下賜空海、西寺下賜守敏，但是，傳說性太強。990年（正曆元年），遭遇火災，之後未再建。建久年中，文覺修理佛塔。但是，之後荒廢，再建的塔也在1233年（天福元年）燒失，以降無西寺的記錄。
西寺衰退的原因是立地的右京排水不佳，平安後期，住民離去、環境惡化，失去朝廷支援等。

## 西寺跡
1921年（大正10年），西寺跡指定為國之史跡「西寺跡」。1959年（昭和34年）開始的發掘調查確認金堂・廻廊・僧坊・食堂院・南大門等遺構。1966年（昭和41年），當初未指定的部分追加指定。
現在，史跡指定地含唐橋小學校敷地、唐橋西寺公園敷地、道路等。
另外，唐橋西寺公園付近有淨土宗西山禪林寺派的寺院「西寺」現存。

## 脚注
1. ↑  浪貝毅
2. ↑  追塩千尋
3. ↑  『図説 日本の史跡 第5巻 古代2』、同朋舎、1991

## 關連項目
- 羅城門